# Villy-en-Auxois
Villy-en-Auxois è un comune francese di 245 abitanti situato nel dipartimento della Côte-d'Or nella regione della Borgogna-Franca Contea.

## Società

### Evoluzione demografica
Abitanti censiti